# Pivovar Třešť
Bývalý pivovar Třešť stojí při silnici na Jihlavu v bezprostřední blízkosti zámku v Třešti, v okrese Jihlava.

## Historie
Třešťský pivovar byl vystavěn někdy v 16. století. První písemná zmínka se spojitostí s pivovarem pochází z roku 1589, kdy zemřel zdejší sládek Partl. V roce 1852 prošel pivovar kompletní přestavbou a modernizací. Před první světovou válkou dosahoval výstav až 7900 hl, následně produkce klesala. Ještě před hospodářskou krizí se produkce opět zvyšovala, nicméně nikdy nepřesáhla hodnotu 10 000 hl. Jako jeden z mála pivovarů v oblasti přežil i druhou světovou válku a také únorový převrat v roce 1948. Ještě v polovině 50. let 20. století činil výstav 8000 hl, k jeho uzavření došlo v roce 1961.